# Chriesbach
Der Chriesbach (auch Dürrenbach, Dürrbach oder Kriesbach) ist ein rund zehn Kilometer langer rechter Zufluss der Glatt im Schweizer Kanton Zürich. Er durchfliesst die Gemeinden Volketswil, Wangen-Brüttisellen, Dietlikon und Dübendorf in den sich überschneidenden Regionen Oberland und Glatttal. 
Er ist mit einem mittleren Abfluss von 0,67 m³/s hinter dem Himmelbach und vor dem Fischbach der wichtigste Zufluss der Glatt.

## Geographie

### Verlauf

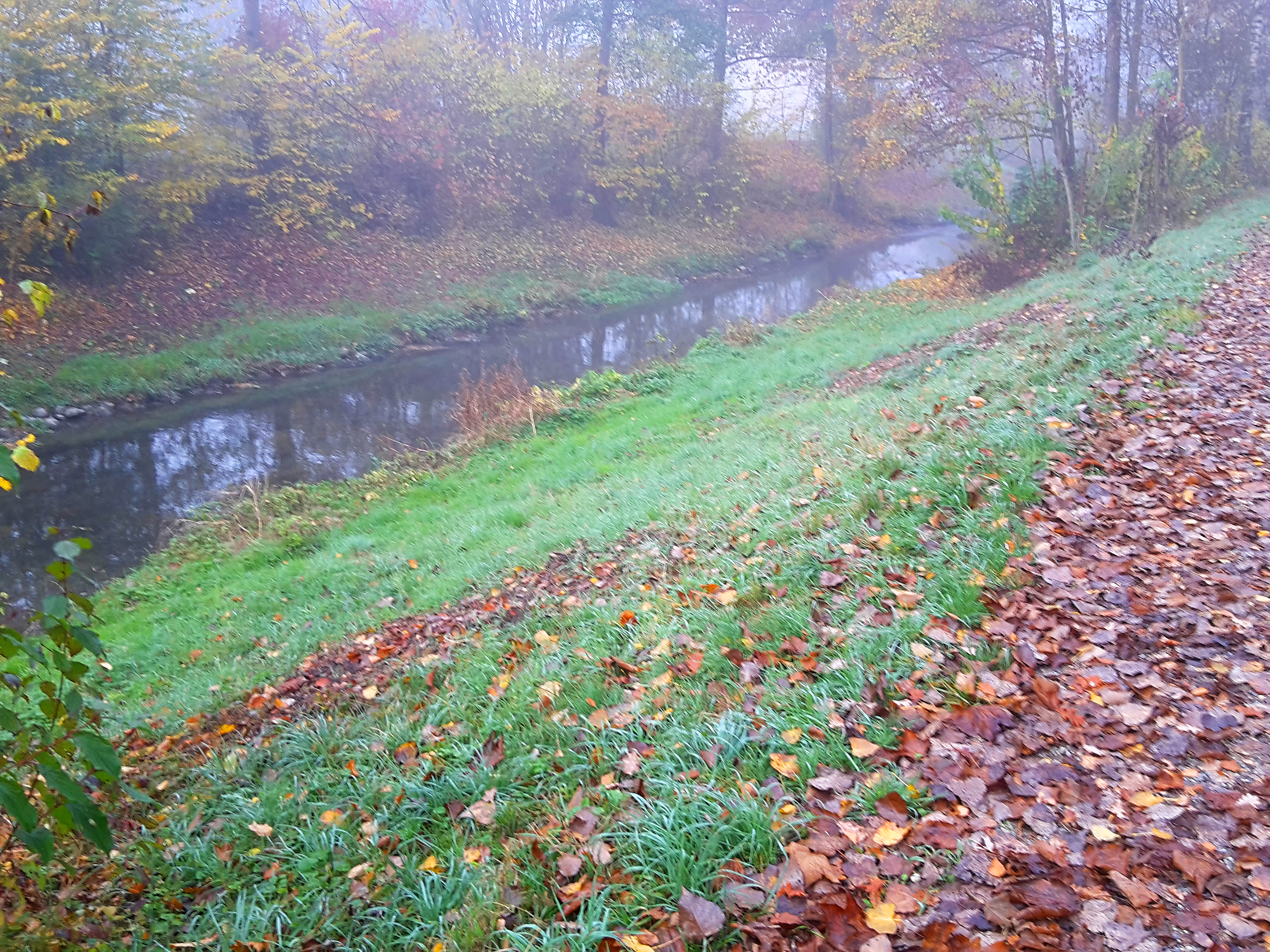
Chriesbach in Dübendorf mit Blick Bachabwärts

Der Chriesbach entspringt auf 512 m ü. M. als Dürrenbach wenig östlich des Volketswiler Siedlungsgebietes in der Flur Hinterberg, welche von Feldern geprägt ist. Anfangs eingedolt für rund 1,7 km, unterquert er die Felder sowie die Höfe Lättenhof und Zur Brugglen oberhalb von Volketswil. Zwischen dem Mattenhof und der Sunnehalde tritt er erstmals an die Oberfläche.
Er fliesst gegen Nordwesten durch eine Drumlinlandschaft und wird dabei von Einzelbäumen mit losem Buschwerk begleitet, welche linksseitig an Felder und rechtsseitig an einen Feldweg, welcher nach der Unterquerung der Landenbergstrasse endet, angrenzen. Der Bach erreicht nun das Schwimmbad und wendet sich kurz gegen Südwesten bis zum Erreichen eines Kieswerkes sowie des Schiessstandes. Hier wendet er sich gegen Südosten und nach kurzem Lauf erneut nach Südwesten. Er unterquert die Oberlandautobahn bei Hegnau, wo er erneut eingedolt und gegen Nordwesten geleitet wird. Dabei fliesst er teilweise unterhalb des Militärflugplatzes Dübendorf und erreicht schon früh die Gemeindegrenze zu Wangen-Brüttisellen, wo er wenig später Dürrbach genannt wird. Hier floss der Bach in früherer Zeit durch das Gebiet des heutigen Flugplatzes, wo sich ein grösseres Torfmoor befand, welches sich bis nach Brüttisellen hinzog und heute drainiert ist.

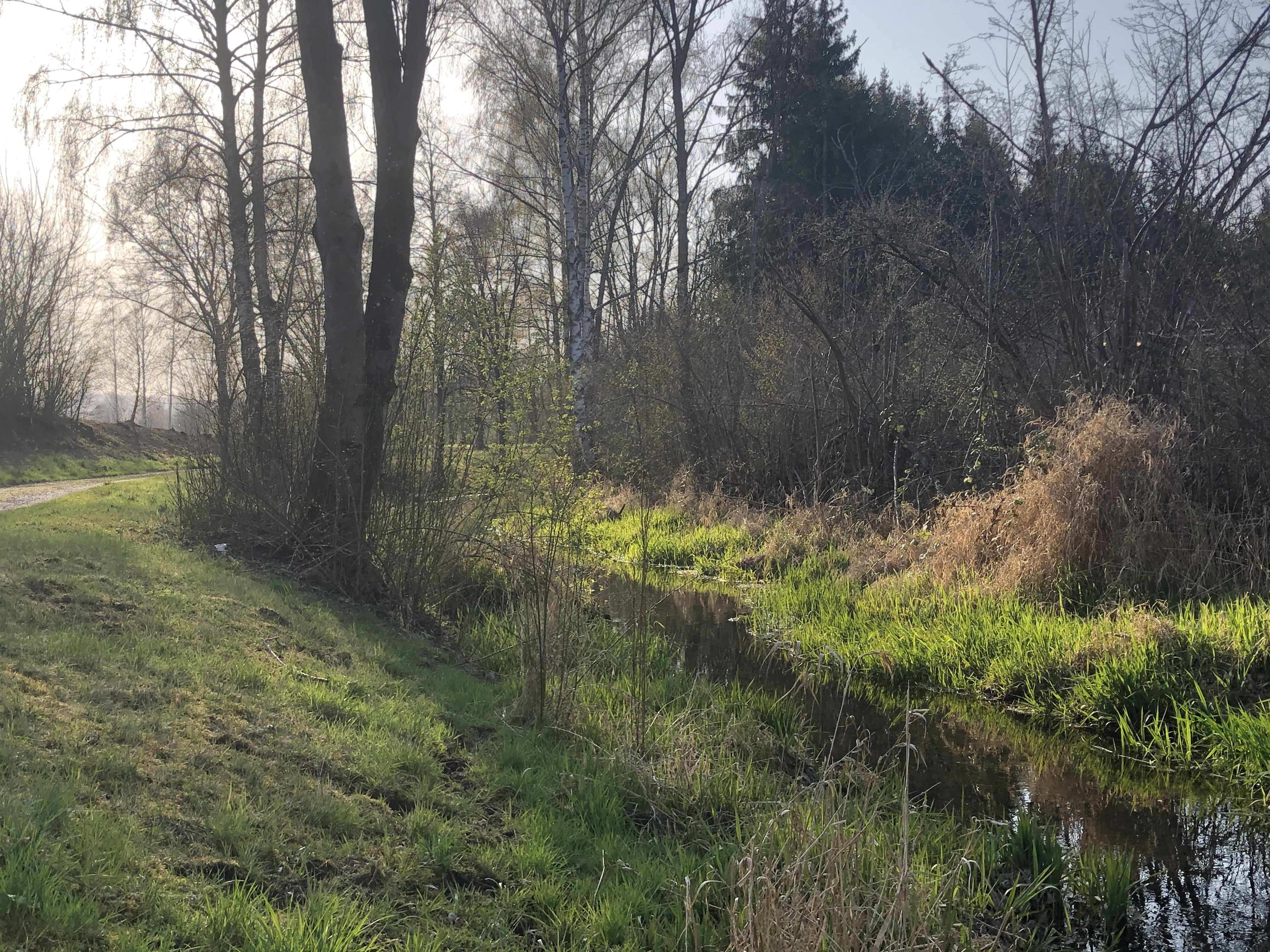
Chriesbach im Grenzgebiet von Wangen, Dietlikon und Dübendorf

Bei Öniken tritt er wieder zutage und bildet zugleich eine natürliche Barriere des Flugplatzes. Nach Unterquerung eines Flugplatzgebäudes grenzt er die Oberlandautobahn von ebendiesem ab. Bei der Autobahnausfahrt Wangen wendet er sich gegen Südwesten und überquert wenig später die Gemeindegrenze zu Dietlikon. Hier nimmt er direkt danach mit dem Altbach seinen wichtigsten Zufluss auf und wird nun Chriesbach genannt. Während der Bach am rechten Ufer an Felder und Gehölz angrenzt, liegen am linken Ufer die schon auf Dübendorfer Boden liegenden Quartiere Eglishölzli und Chriesmatt. Diese werden vom Chrebsschüsselibach durchflossen, der von Südosten vom Flughafengebiet kommt und auf einer Strecke von rund 200 Metern, mehrere Teiche passierend, parallel zum Chriesbach fliesst, bevor er von links in diesen mündet.
Nach Einmündung des Brandbachs erreicht er Dübendorfer Gemeindegebiet und dringt nach kurzem Lauf ganz in bebautes Gebiet ein. Er durchquert das Quartier Kriesbach und unterquert die Bahngleise der S9, ehe er einen renaturierten Abschnitt erreicht, welcher sich bis zu seiner Mündung hinzieht. Er passiert das Forum Chriesbach der Eawag und wird überbrückt von den Gleisen der Tramlinie 12, zwischen den Stationen Neugut und Giessen, sowie von der Ringstrasse. Schliesslich mündet er auf 427 m ü. M. in der Flur Sack direkt an der Überlandstrasse, welche nach Schwamendingen führt, in den Oberlauf der Glatt.

### Einzugsgebiet
Das 32,8 km² grosse Einzugsgebiet setzt sich zusammen aus 37,6 % bebauter Fläche, 35,2 % landwirtschaftlicher Fläche und 27,1 % naturnaher Fläche und Wald. Der höchste Punkt wird mit 566 m ü. M. am Südhang des Jungholz erreicht, die durchschnittliche Höhe beträgt 476 m ü. M.
Im Norden liegt das Einzugsgebiet der Kempt und im Süden das des Chimlibachs.

## Renaturierung
2014/2015 wurde der Chriesbach im Gebiet der Stadt Dübendorf auf einer Strecke von 930 Metern von der Mündung in die Glatt bis zur Chriesbachbrücke renaturiert.